# Роча, Суллен
Суллен Серра Роча (5 марта 1992, Сан-Паулу) — бразильская футболистка, полузащитник.

## Карьера
В начале карьеры выступала на родине за «Центро Олимпико»en. Затем играла в клубах высшего дивизиона Бразилии «Сан-Жозе»en (с 2015 по 2016 год), «Гремио Аудакс»en, и «Коринтианс»en (с 2017 года), с которым завоевала все свои титулы. Только в клубе «Гремио Аудакс» была стабильным игроком основы, сыграв 13 матчей за полсезона.
В начале 2021 года подписала контракт с московским «Локомотивом». За полсезона провела всего два матча, в которых выходила на замены, и в июле 2021 года покинула клуб.

## Достижения
Чемпионат Бразилииen
- Чемпион (2): 2018en, 2020en

Кубок Либертадоресen
- Обладатель (1): 2019en

Чемпионат штата Сан-Паулу (Лига Паулиста)en
- Чемпион (2): 2019pt, 2020en

## Командная статистика
| Выступление       | Выступление      | Выступление      | Чемпионат Бразилии | Чемпионат Бразилии | Кубок Бразилии | Кубок Бразилии | Чемпионат Сан-Паулу | Чемпионат Сан-Паулу | Итого | Итого |
| Клуб              | Лига             | Сезон            | Игры               | Голы               | Игры           | Голы           | Игры                | Голы                | Игры  | Голы  |
| ----------------- | ---------------- | ---------------- | ------------------ | ------------------ | -------------- | -------------- | ------------------- | ------------------- | ----- | ----- |
| Центро Олимпикоen | высшая           | 2015             | 4                  | 0                  | —              | —              | —                   | —                   | 4     | 0     |
| Центро Олимпикоen | Итого            | Итого            | 4                  | 0                  | —              | —              | —                   | —                   | 4     | 0     |
| Сан-Хосеen        | высшая           | 2016             | 2                  | 0                  | 6              | 0              | —                   | —                   | 8     | 0     |
| Сан-Хосеen        | Итого            | Итого            | 2                  | 0                  | 6              | 0              | —                   | —                   | 8     | 0     |
| Аудаксen          | высшая           | 2017             | 13                 | 1                  | —              | —              | —                   | —                   | 13    | 1     |
| Аудаксen          | Итого            | Итого            | 13                 | 1                  | —              | —              | —                   | —                   | 13    | 1     |
| Коринтиансen      | высшая           | 2018             | 2                  | 0                  | —              | —              | 8                   | 0                   | 10    | 0     |
| Коринтиансen      | высшая           | 2019             | 2                  | 0                  | —              | —              | 13                  | 1                   | 15    | 1     |
| Коринтиансen      | высшая           | 2020             | 2                  | 0                  | —              | —              | 3                   | 0                   | 5     | 0     |
| Коринтиансen      | Итого            | Итого            | 6                  | 0                  | —              | —              | 24                  | 1                   | 30    | 1     |
| Локомотив         | высшая           | 2021             | 2                  | 0                  | —              | —              | —                   | —                   | 2     | 0     |
| Локомотив         | Итого            | Итого            | 2                  | 0                  | —              | —              | —                   | —                   | 2     | 0     |
| Всего за карьеру  | Всего за карьеру | Всего за карьеру | 27                 | 1                  | 6              | 0              | 24                  | 1                   | 57    | 2     |